# The Joe Rogan Experience
The Joe Rogan Experience es un pódcast gratuito de audio y video presentado por el comediante y presentador de televisión estadounidense Joe Rogan. Fue lanzado el 24 de diciembre de 2009 por Rogan y el comediante Brian Redban, quien también es productor y coanfitrión. Jamie Vernon asumió el papel de Brian Redban como coanfitrión y productor en 2013. En 2015, era uno de los pódcast más populares del mundo, recibiendo regularmente millones de visitas por episodio, e incluye una amplia gama de invitados.

## Historia

### Orígenes y lanzamiento
El podcast se origina alrededor de 2003 cuando Rogan contrató a Brian Redban, un editor de video autodidacta y empleado de una tienda de computadoras Gateway 2000 en Ohio, para trabajar para él a tiempo completo para filmar, producir y editar videos para su sitio web. Rogan vio el trabajo de video que Redban hizo para el comediante Doug Stanhope y lo invitó a filmarlo a él y a su grupo en giras de comedia stand-up. Redban aceptó y se mudó a California en el proceso, siguiendo a Rogan con una cámara y "grabando todo". Después de varios años, Redban notó que los fanáticos exigían más contenido de Rogan. Esto llevó a los dos a buscar nuevas formas de acelerar lo que fue un largo proceso de edición para hacer que su sitio web y su contenido fueran más interactivos. Junto con su interés en los populares servicios de transmisión de video en vivo de la época, Redban quería "hacer lo mismo que estaba filmando, pero en vivo", y configurar transmisiones en vivo en Justin.tv desde la sala verde en los conciertos de comedia de Rogan. Redban no tenía experiencia previa en ingeniería de audio, por lo que aprendió por sí mismo cómo operar la mesa de mezclas y las configuraciones del micrófono.

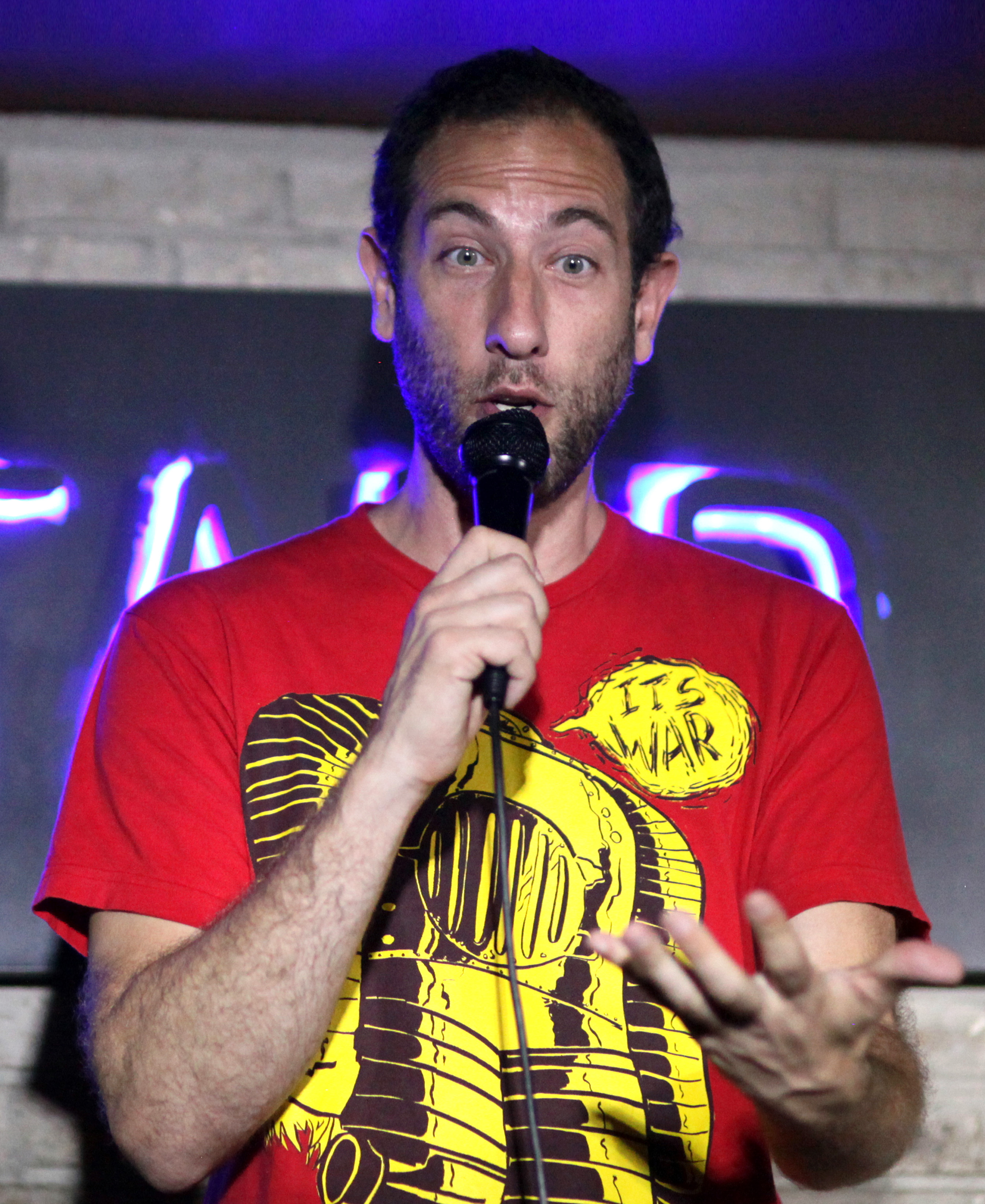
Ari Shaffir fue el primer invitado del podcast.

Después de un tiempo en Justin.tv, Rogan sugirió la idea de presentar una transmisión de video en vivo con Redban desde su casa e interactuar con los fanáticos en una sala de chat y en Twitter, con la parte de audio lanzada como un podcast descargable. Rogan fue influenciado por el estilo de discusión abierta al aparecer en Opie y Anthony y el programa en vivo de Ustream que el coanfitrión Anthony Cumia hizo desde su estudio en el sótano, Live from the Compound. El primer episodio se transmitió en vivo el 24 de diciembre de 2009, que inicialmente tomó la forma de una transmisión semanal en Ustream, con la pareja "sentada frente a las computadoras portátiles haciendo tonterías". Gran parte del episodio era sólo silencio ya que los anfitriones trataban de entender el equipo que usaban. El espectáculo se desarrolló con Rogan teniendo amigos como invitados y manteniendo largas conversaciones; el comediante Ari Shaffir fue el primer invitado, quien apareció en el episodio n.º 3 el 6 de enero de 2010.
Rogan recordó que mantener un horario constante desde el principio era importante para el crecimiento del podcast, y pronto creció a dos episodios por semana. En mayo de 2010, el podcast adquirió su primer patrocinador cuando se asoció con la productora de juguetes sexuales Fleshlight. La empresa se retiró a mediados de 2012, afirmando que había saturado su mercado. En agosto de 2010, el podcast se llamó formalmente The Joe Rogan Experience, en homenaje a The Jimi Hendrix Experience, y se transmitió en vivo varias veces a la semana. En mayo de 2011, Rogan consiguió un acuerdo con SiriusXM, un servicio de radio satelital por suscripción, para que el podcast se transmita sin censura en su canal The Virus. Ese año, Rogan dijo que el podcast estaba ayudando a su comedia stand-up, ya que tomaría las ideas que surgieran durante las conversaciones y las convertiría en rutinas de comedia.

### La era YouTube
En enero de 2013, los episodios del podcast comenzaron a subirse a YouTube bajo la cuenta PowerfulJRE y los episodios superaron casi las dos millones de visitas. Más tarde, en 2013, Redban comenzó a reducir su tiempo como único productor del podcast ya que Rogan había aumentado el número de pódcast cada semana, "y llegó al punto en que [Rogan] quería seguir adelante, seis, siete horas", lo que se convirtió en demasiado para que él lo maneje solo. Como resultado, Jamie Vernon fue contratado como segundo productor, inicialmente para ocupar el puesto de asistente de Redban, dejando a Redban producir aproximadamente la mitad de los episodios posteriores. Vernon pronto asumió el control a tiempo completo y Redban apareció posteriormente en el podcast como invitado.
Originalmente, el podcast se grabó en la casa de Rogan en California. A partir del 24 de noviembre de 2011, algunos episodios se grabaron en el Ice House Comedy Club en Pasadena, California, también conocido como Deathsquad Studios. Desde el 27 de noviembre de 2012, la mayoría de los episodios se han grabado en un estudio privado que Rogan adquirió en Woodland Hills, Los Ángeles. El episodio número 1000 se emitió el 18 de agosto de 2017 y contó con los comediantes Joey Díaz y Tom Segura como invitados.
En abril de 2020, Rogan comenzó a hacer que los invitados se sometieran a una prueba de detección de COVID-19 antes de grabar el podcast durante la pandemia por Coronavirus, aunque estas pruebas actualmente no están aprobadas por la FDA. Rogan utiliza un servicio personalizado a pedido que ofrece cada prueba por $299 dólares.

### La era Spotify
El 19 de mayo de 2020, Rogan anunció que a partir de septiembre de 2020, su show estaría disponible en Spotify en un acuerdo de licencia exclusiva por un valor estimado de $100 millones de dólares. Según los términos del acuerdo, los episodios completos se seguirán subiendo a YouTube hasta diciembre de 2020, cuando el podcast pase a ser exclusivo de Spotify. Los clips más cortos de lo más destacado del podcast seguirán subiéndose a YouTube después de la transición. Rogan aseguró que el podcast seguirá teniendo el mismo formato, sin que Spotify tenga ningún control creativo. Al día siguiente del anuncio de Rogan, las acciones de Spotify aumentaron un 7%. La mudanza a Spotify coincidió con la mudanza de Rogan de Los Ángeles a Austin, Texas, y el debut de su nuevo estudio allí. El primer episodio nuevo lanzado en Spotify fue el número 1.530 con el comediante Duncan Trussell, que duró más de cinco horas. El 8 de septiembre de 2020, Rogan debutó en su nuevo estudio en el episodio número 1.533 con el invitado Adam Curry.
Después de que el podcast estuvo disponible en Spotify el 1 de septiembre, las personas informaron en las redes sociales que faltaban episodios con invitados más controvertidos o de extrema derecha, incluidos Alex Jones, Milo Yiannopoulos, Gavin McInnes y Chris D'Elia, entre otros. Los episodios con el comediante y activista Tommy Chong, el comediante Joey Diaz y Mikhaila Peterson, hija de Jordan Peterson, tampoco estuvieron disponibles. Más tarde, VICE informó que el CEO de Spotify, Daniel Ek, defendió tener el episodio número 1.509 en la plataforma, en el que Rogan y la autora y periodista Abigail Shrier discutieron temas que algunos consideraron transfóbicos, lo que provocó que algunos empleados de Spotify expresaran sus preocupaciones a la gerencia. Un portavoz de Spotify dijo que el episodio estaba dentro de sus pautas de contenido. Rogan luego aclaró que la compañía no le había dicho nada sobre los planes de censurar o editorializar el podcast, como sugirieron algunos empleados. También señaló la abundancia de letras de canciones alojadas en Spotify que algunos considerarían ofensivas.
En octubre de 2020, la producción de nuevos episodios se suspendió durante una semana después de que Vernon dio positivo por COVID-19. Rogan y el resto del personal dieron negativo y reanudaron una vez que un médico les dio el visto bueno.
Kanye West estuvo como invitado en el episodio 1.554, y aclaró sus razones para postularse a la presidencia de los Estados Unidos en 2020. West fue uno de los invitados más esperados de Rogan, después de que la idea de que Kanye apareciera en el podcast surgiera por primera vez a fines de 2018 y una confirmación prematura por parte de West a principios de 2019, lo que tomó casi un año antes de que Kanye finalmente apareciera en el show.

## Invitados notables

### Figuras políticas
| - Dan Crenshaw - Steven Crowder - Philip DeFranco - Tulsi Gabbard - Glenn Greenwald - Alex Jones - Ana Kasparian - Lawrence Lessig - Bill Maher - Abby Martin - Douglas Murray - Gavin McInnes | - Andy Ngo - Candace Owens - Bernie Sanders - Ben Shapiro - Edward Snowden - Jon Stewart - Matt Taibbi - Jesse Ventura - Bari Weiss - Andrew Yang - Milo Yiannopoulos - Donald Trump - J. D. Vance |

### Comediantes y magos
| - Banachek - Rafinha Bastos - Roseanne Barr - David Blaine - Derren Brown - Bill Burr - Andrew Dice Clay - Whitney Cummings - Chris D'Elia - Joey Diaz - Andrew Doyle - Ron Funches - Jim Gaffigan - Nikki Glaser - Tom Green - Kevin Hart - Eddie Izzard - Anthony Jeselnik - Penn Jillette | - Artie Lange - Bobby Lee - Jay Leno - Sebastian Maniscalco - Steve-O - Patton Oswalt - Russell Peters - Colin Quinn - Jeff Ross - Bob Saget - Andrew Schulz - Tom Segura - Ari Shaffir - Doug Stanhope - Sam Tripoli - Duncan Trussell - Michelle Wolf - Jimmy O. Yang |

### Actores, directores y presentadores de TV
| - Dan Aykroyd - Rick Baker - Anthony Bourdain - Russell Brand - Tommy Chong - Macaulay Culkin - Adam Curry - Andy Dick - Robert Downey Jr. - Jamie Foxx - Forrest Galante - Mel Gibson - Brian Grazer | - Michael Imperioli - Nick Kroll - Matthew McConaughey - Phil McGraw - Dominic Monaghan - Edward Norton - Louie Psihoyos - Leah Remini - Guy Ritchie - Steve Schirripa - Kevin Smith - Oliver Stone |

### Músicos
| - Steve Aoki - Dan Auerbach - Travis Barker - B-Real - Patrick Carney - Gary Clark Jr. - Billy Corgan - Miley Cyrus - Snoop Dogg - James Hetfield - Joshua Homme - Maynard James Keenan - Wiz Khalifa | - Post Malone - Shirley Manson - Killer Mike - Ted Nugent - Liz Phair - Henry Rollins - David Lee Roth - Steven Tyler - Reggie Watts - Kanye West - Rob Zombie - RZA - Willie D - Dave Mustaine |

### Empresarios
- Jack Dorsey
- Elon Musk

### Científicos
| - Nick Bostrom - Sean Carroll - Brian Cox - Richard Dawkins - Malcolm Gladwell - Brian Greene - Aubrey de Grey - Sam Harris - Lawrence Krauss - Dennis McKenna | - Roger Penrose - Jordan Peterson - Steven Pinker - Michael Shermer - Boyan Slat - Debra Soh - Paul Stamets - Neil deGrasse Tyson - Matthew Walker |

### Otros invitados
En 2019, Rogan contó con el ufólogo y cineasta Jeremy Kenyon Lockyer Corbell y el teórico de la conspiración, Bob Lazar. El episodio de Lazar inspiró el evento que nació de un post en Facebook conocido como "Storm Area 51". También contó con el piloto y comandante de la Armada David Fravor, quien fue testigo del incidente OVNI del USS Nimitz.

## Formato
Hay al menos tres tipos de episodios, como se etiquetan en YouTube. Estos son los episodios de la categoría general "principal" (de los cuales hay más de 1.500 episodios), MMA Show y los episodios de Fight companion, que se transmiten en vivo.

## Impacto
En enero de 2015, el podcast fue escuchado por más de 11 millones de personas. En octubre de 2015, había crecido hasta adquirir 16 millones de descargas al mes. En abril de 2019, Rogan dijo que el podcast tenía 190 millones de descargas por mes.
Una tradición anual llamada Sober October (Octubre Sobrio) inspirada en Joe Rogan que comenzó en 2017 ha influido en algunos oyentes para refrenar sus adicciones.
En la aparición de Elon Musk en el episodio n.° 1.169 el 6 de septiembre de 2018 se vio a éste fumar cannabis, lo que atrajo la atención de la prensa mundial y fue seguido por una caída del 9% en las acciones de Tesla. El podcast ayudó a que la campaña de Andrew Yang para las elecciones presidenciales de EE. UU. de 2020 cobrara impulso tras su aparición en febrero de 2019. El 20 de junio de 2019, el ex científico de propulsión de combustible del Área 51, Bob Lazar, hizo una aparición en el programa, donde Rogan frecuentemente discute la posibilidad de vida extraterrestre. Este episodio fue citado como la inspiración para el evento planeado en un post de Facebook y el meme de Internet conocido como "Asaltemos el Área 51, no pueden detenernos a todos", creado una semana después.
Un estudio realizado por Coleman Insights en 2019 con 1.000 oyentes de pódcast mensuales de entre 18 y 64 años reveló que The Joe Rogan Experience ocupó el puesto más alto en la categoría de "conciencia sin ayuda", el doble que cualquier otro podcast.
Según The New York Times, Rogan y su show convirtieron en un "influencer político poco probable" en las elecciones presidenciales de 2020 después de que los candidatos presidenciales Andrew Yang y Tulsi Gabbard vieron aumentos considerables en popularidad y recaudación de fondos después de aparecer como invitados en el programa en 2019 y en 2020, cuando el candidato presidencial Bernie Sanders vio un aumento de la cobertura de prensa en las noticias nacionales y los medios de comunicación globales como resultado de su campaña usando un clip de The Joe Rogan Experience que muestra a Rogan hablando favorablemente sobre el candidato y diciendo al aire: "Creo que probablemente votaré por Bernie".
El 5 de agosto de 2020, Rogan presentó un podcast con la Dra. Debra Soh, quien advierte que muchos niños que se interesan en la transición de género están siendo influenciados indebidamente para hacerlo, no solo por sus compañeros sino también por los padres y médicos, quienes a menudo no consideran que el interés puede ser el resultado de una simple disforia de género u otros problemas psicológicos del desarrollo. Esta discusión llevó al organismo de izquierda Media Matters for America a llamar a algunas de las acusaciones de Soh "[mentiras] de derecha", incluyendo que los menores están recibiendo cirugías de transición, y además que esto se está haciendo sin ningún escrutinio clínico o asesoramiento.
El 8 de septiembre de 2020, el presidente Donald Trump tuiteó un clip de la entrevista de Rogan con Mike Tyson, en el que el boxeador dice que lastimar a la gente puede ser "orgásmico". Más tarde ese mismo día, el presidente tuiteó un clip en el que Rogan bromea: "Biden, para mí, es como tener una linterna con la batería agotada e ir a dar una larga caminata por el bosque. No va a funcionar. No va a lograrlo". El 13 de septiembre, el luchador de UFC Tim Kennedy tuiteó que, en el podcast de Rogan con él dos días antes, el presentador había "ofrecido moderar un debate entre [Biden] y [Trump]... Serían cuatro horas sin audiencia en vivo. Solo los dos candidatos, las cámaras y su visión de cómo hacer que este país avance. ¿Quién quiere esto?" Al día siguiente, el presidente Trump tuiteó en respuesta: "¡Sí, quiero!". Esto llevó a Sunny Hostin de The View a denunciar a Rogan como "misógino, racista [y] homofóbico" por supuestamente haber hecho comentarios insensibles en momentos selectos durante su historia como presentador de pódcast.

## Recepción
El podcast ha sido descrito como "un nodo importante de la web oscura intelectual", y ha presentado una mezcla ideológica diversa de invitados políticos, incluidos candidatos presidenciales demócratas y figuras conservadoras. En un artículo más crítico para National Review, el escritor Theodore Kupfer escribió que el podcast, presentado por "Un fumador de marihuana obsesionado con el DMT, cuya causa política más preciada es la búsqueda para poner fin a la circuncisión masculina", se ha convertido en "uno de los últimos bastiones de discusión civil en la América contemporánea".
En agosto de 2010, nueve meses después de su lanzamiento, The Joe Rogan Experience entró en la lista de los 100 mejores pódcast de iTunes. El podcast fue votado como el mejor podcast de comedia de 2012 por los usuarios de iTunes. En febrero de 2014, el podcast ganó un premio Stitcher al mejor espectáculo general de 2013. En 2017 y 2018, el podcast fue el segundo podcast más descargado de Apple. En enero de 2019, el podcast ganó el premio al mejor podcast de comedia en los premios iHeartRadio Podcast Awards.